# Beautiful
Beautiful (The Bold and the Beautiful) è una soap opera statunitense, creata da William J. Bell e Lee Phillip Bell per la CBS, che va in onda dal 23 marzo 1987. La soap viene trasmessa in circa 100 paesi ed è la più seguita in tutto il mondo con 300 milioni di telespettatori ogni giorno. In Italia la soap è trasmessa dal 4 giugno 1990, prima su Rai 2 e in seguito, dal 5 aprile 1994, su Canale 5 (nello stesso anno fu brevemente trasmessa anche in prima serata da Rete 4). Ha vinto negli anni 77 Daytime Emmy Awards di cui 3 consecutivi come Miglior serie drammatica del daytime (nel 2009, 2010 e 2011).

## Trama
La soap è ambientata a Los Angeles e la protagonista è la famiglia Forrester, proprietaria di una casa di moda denominata Forrester Creations e composta dal patriarca Eric Forrester, da sua moglie Stephanie Douglas (deceduta) e dai loro figli Ridge, Thorne, Angela (deceduta), Kristen e Felicia. Co-protagonista è la famiglia Logan, composta dal patriarca Stephen, da sua moglie Beth Henderson (deceduta) e dai loro figli Storm (deceduto), Brooke, Donna e Katie. La vicenda si snoda tra le varie relazioni che nel corso degli anni si instaurano tra i vari personaggi: una delle trame principali è la storia d'amore tra Brooke Logan e Ridge Forrester, il cui rapporto passionale e contrastato cattura l'attenzione dei telespettatori da oltre 35 anni. Altro punto cardine della soap è la competizione tra la Forrester Creations e le altre aziende di Los Angeles come la Spectra Fashions (poi diventata Spectra Couture), le Marone Industries, la Jackie M Designs, la Spencer Publications e la Quinn Artisan Jewelers.

## Puntate
| Stagione                   | Episodi | Puntate     | Prima TV America                  |
| -------------------------- | ------- | ----------- | --------------------------------- |
| Prima stagione             | 241     | 1-241       | 23 marzo 1987 - 18 marzo 1988     |
| Seconda stagione           | 252     | 242-493     | 21 marzo 1988 - 17 marzo 1989     |
| Terza stagione             | 253     | 494-746     | 20 marzo 1989 - 16 marzo 1990     |
| Quarta stagione            | 247     | 747-993     | 19 marzo 1990 - 4 marzo 1991      |
| Quinta stagione            | 253     | 994-1246    | 5 marzo 1991 - 13 marzo 1992      |
| Sesta stagione             | 252     | 1247-1498   | 16 marzo 1992 - 12 marzo 1993     |
| Settima stagione           | 253     | 1499-1751   | 15 marzo 1993 - 11 marzo 1994     |
| Ottava stagione            | -       | 1752        | 14 marzo 1994 -                   |
| Nona stagione              | -       | -           | -                                 |
| Decima stagione            | -       | 2372-2623   | 30 agosto 1996 - 5 settembre 1997 |
| Undicesima stagione        | -       | 2624-       | 8 settembre 1997 -                |
| Dodicesima stagione        | -       | -           | -                                 |
| Tredicesima stagione       | -       | 3135-       | 20 settembre 1999 -               |
| Quattordicesima stagione   | -       | -           | -                                 |
| Quindicesima stagione      | -       | -           | -                                 |
| Sedicesima stagione        | -       | -           | -                                 |
| Diciassettesima stagione   | -       | -           | -                                 |
| Diciottesima stagione      | -       | -           | -                                 |
| Diciannovesima stagione    | -       | -           | -                                 |
| Ventesima stagione         | -       | -           | -                                 |
| Ventunesima stagione       | -       | -           | -                                 |
| Ventiduesima stagione      | -       | -           | -                                 |
| Ventitreesima stagione     | -       | -           | -                                 |
| Ventiquattresima stagione  | -       | -           | -                                 |
| Venticinquesima stagione   | -       | -           | -                                 |
| Ventiseiesima stagione     | -       | -           | -                                 |
| Ventisettesima stagione    | -       | -           | -                                 |
| Ventottesima stagione      | -       | -           | -                                 |
| Ventinovesima stagione     | -       | -           | -                                 |
| Trentesima stagione        | -       | -           | -                                 |
| Trentunesima stagione      | -       | -           | -                                 |
| Trentaduesima stagione     | -       | -           | -                                 |
| Trentatreesima stagione    | -       | -           | -                                 |
| Trentaquattresima stagione | -       | -           | -                                 |
| Trentacinquesima stagione  | -       | -           | -                                 |
| Trentaseiesima stagione    | -       | - 9109      | -                                 |
| Trentasettesima stagione   | 250     | 9110 - 9359 | - 15 settembre 2024               |
| Trentottesima stagione     | 227     | 9360 -      | 16 settembre 2024 - in corso      |

### Puntate speciali
- 5000

In questa puntata hanno partecipato solo Ridge, Brooke, Stephanie ed Eric (tre dei quali sono presenti dalla prima puntata; Stephanie appare per la prima volta nella seconda puntata). I protagonisti si recano a Big Bear per festeggiare il successo della Forrester Creations per aver creato finora cinquemila modelli. Brooke e Stephanie ricordano le loro numerose litigate e ammettono di volersi bene. Poi Eric e Ridge promettono che continueranno a disegnare. Viene trasmessa, secondo la programmazione americana, il 16 febbraio 2007. In Italia la puntata 5000 è stata trasmessa il 28 settembre 2007.
- 5909

Anche in questa puntata compaiono solo Ridge, Brooke, Stephanie ed Eric. Brooke e Stephanie sono in ospedale e scoprono che Stephanie ha il cancro. Intanto Eric e Ridge discutono del compleanno di Stephanie e su cosa regalare alla donna. Entrambi convengono che il miglior regalo sarebbe la pace tra Stephanie e Brooke. Brooke si rende disponibile affinché la cosa accada. Eric e Stephanie rivivono insieme alcuni ricordi della loro tumultuosa storia d'amore. Viene trasmessa, secondo la programmazione americana, il 27 settembre 2010. In Italia, invece, la puntata è stata trasmessa il 4 agosto 2011.
- 5999 e 6000

Queste due puntate sono interamente dedicate alla lotta contro il cancro, con immagini e ospiti speciali. Jackie chiede aiuto a Stephanie per far sì che Nick smetta di fumare e quindi la matriarca raggiunge il capitano in ospedale, dove l'uomo si è appena sottoposto a una visita di controllo che ha confermato l'assenza del cancro. L'uomo è quindi sempre più convinto che fumare un sigaro ogni tanto non possa creargli alcun problema, ma Stephanie non è dello stesso parere. Per convincere l'uomo, la matriarca Forrester lo informa di aver messo in piedi un gruppo di sostegno per malati di tumore al polmone, chiedendogli di prenderci parte per fargli capire quanto possa essere dannoso il fumo dei sigari. La puntata 6000 viene trasmessa, secondo la programmazione americana, il 7 febbraio 2011. In Italia, invece, la puntata 6000 è stata trasmessa il 23 novembre 2011.
- 6216

In questa puntata Stephanie, Hope e Dayzee si recano nella casa famiglia dove è cresciuta Beverly e Stephanie ha l'onore di sentire raccontare le storie della vita di alcuni ragazzi realmente ospitati in quella struttura. Viene trasmessa, secondo la programmazione americana, il 14 dicembre 2011. In Italia, invece, la puntata è stata trasmessa il 2 ottobre 2012.
- 6456

In questa puntata Brooke e Stephanie sono a Big Bear: ormai le due storiche nemiche si sono molto avvicinate e sono diventate migliori amiche, ma Stephanie è ormai in fin di vita perché il cancro è ritornato e lei ha deciso di non curarsi più e di lasciarsi andare. Le due donne sono sedute su una panchina fuori dallo chalet e Stephanie, ormai morente, regala a Brooke il suo anello, a cui tiene tantissimo, e le chiede di raccontarle una storia che rispecchia il loro rapporto. Mentre Brooke, in lacrime, racconta, Stephanie muore tra le sue braccia (riapparirà in video un'ultima volta nelle puntate 6465 e 6466 in un videomessaggio in cui lascia le sue ultime volontà, revocando il suo 25% delle quote dell'azienda che aveva promesso a Thomas reindirizzandole a Eric). Il tutto inframmezzato con scene dei personaggi che poche puntate prima avevano partecipato alla sua festa d'addio che le porgono i loro omaggi in un video registrato in una stanza appartata, e a Taylor che aiuta Katie, ricoverata in ospedale per il forte stress, a uscire dalla depressione post-partum e a ritornare da suo figlio Will che Donna, avvisata da Taylor, le ha portato in ospedale. Viene trasmessa, secondo la programmazione americana, il 26 novembre 2012. In Italia, invece, la puntata è stata trasmessa il 19 agosto 2013.
- 6604

Questo episodio è reso speciale dal fatto che non fu mai trasmesso da Canale 5 su cui avrebbe dovuto andare mercoledì 12 marzo 2014, e non fu nemmeno recuperato nelle repliche dei giorni seguenti su La 5. È stato trasmesso per la prima volta in Italia soltanto tre anni e tre giorni dopo nelle puntate notturne indietro nel tempo su La 5 tra le 3:20 e le 3:40 di mercoledì 15 marzo 2017.
- 6980

In questa puntata Eric, Rick, Othello, Aly, Ivy, Maya e Carter vanno a trascorrere il giorno di Natale presso una struttura che ospita persone senza fissa dimora, in cui servono loro da mangiare e ascoltano le loro storie, analogamente all'episodio 6216. Viene trasmessa, secondo la programmazione americana, il 24 dicembre 2014. In Italia, invece, la puntata è stata trasmessa il 21 aprile 2015.
- 7000

In questa puntata la narrazione delle vicende, che vedono coinvolti Maya, Caroline, Rick e Ridge in un quadrilatero amoroso, viene interrotta per ripercorrere i ricordi e i momenti di ventotto anni di storia della celeberrima soap, compresi i personaggi ormai usciti di scena. Viene trasmessa, secondo la programmazione americana, il 23 gennaio 2015. In Italia la puntata 7000 è stata trasmessa il 7 maggio 2015.
- 8000

In questa puntata, Hope si trova a Catalina e sta per partorire la figlia che aspetta da Liam. Durante il parto Hope sviene. Quando si risveglia trova al suo fianco Liam, che le comunicherà in seguito che la piccola Beth non ce l'ha fatta ed è nata morta. Intanto, a Los Angeles, Brooke, Ridge e Bill cercano di raggiungere Hope e Liam a Catalina. Viene trasmessa, secondo la programmazione americana, il 4 gennaio 2019. In Italia, invece, la puntata è stata trasmessa tra il 7 e il 9 dicembre 2019.
- 8736

Questo episodio è stato concepito con l'idea di festeggiare i 35 anni di messa in onda della soap e di presenza ininterrotta fin dalla prima puntata di una delle sue interpreti principali, ovvero Katherine Kelly Lang: infatti, il personaggio di Brooke si addormenta sul divano in un momento di solitudine e sogna di vedere apparire a casa sua i cinque più grandi amori della sua vita (Eric, Ridge, Thorne, Nick e Bill), i quali riannodano i fili delle loro rispettive storie con la Logan grazie a una serie di flashback e promettono di stare sempre accanto alla donna, non avendo mai smesso di amarla. Viene trasmesso, secondo la programmazione americana, il 25 marzo 2022. In Italia, invece, la puntata è stata trasmessa il 27 maggio 2023.
- 9000

Questo episodio costituisce un omaggio a Steffy per celebrare la ricorrenza dei 15 anni dall'ingresso della sua interprete Jacqueline MacInnes Wood nella soap: in occasione del compleanno del personaggio vengono ripercorse le trame principali della sua storia insieme ai suoi due più grandi amori, ovvero Liam e Finn. Viene trasmesso, secondo la programmazione americana, il 18 aprile 2023. In Italia, invece, la puntata è stata trasmessa tra il 31 agosto e il 2 settembre 2024.

## Personaggi e interpreti
Nelle puntate più recenti sono rimasti solo due attori del cast originale del 1987, ossia John McCook (Eric Forrester) e Katherine Kelly Lang (Brooke Logan, il personaggio più presente nella storia della soap). Altri attori storici sono stati Susan Flannery (Stephanie Douglas) e Ronn Moss (Ridge Forrester), che hanno però lasciato il cast nel 2012 (il personaggio di Ridge è poi ritornato nel 2013, ma interpretato da un nuovo attore, Thorsten Kaye). Pur non essendo presenti nel cast dalla prima puntata, hanno partecipato a gran parte degli episodi le attrici Darlene Conley (Sally Spectra), nel cast fisso dal 1989 al 2007 (anno di morte dell'attrice), Hunter Tylo (Taylor Hamilton), nel cast fisso dal 1990 al 2002, dal 2005 al 2013, rientrata poi nel 2014 come guest star e nuovamente dal 2018 al 2019 come personaggio ricorrente (il personaggio di Taylor è poi ritornato nel cast fisso dal 2021 al 2023 e nuovamente dal 2024, ma interpretato da due nuove attrici, prima Krista Allen e in seguito Rebecca Budig), e Kimberlin Brown (Sheila Carter), nel cast fisso dal 1992 al 1998, dal 2002 al 2003, dal 2017 al 2018 e dal 2021.

### Personaggi principali
È riportata di seguito la lista dei membri del cast fisso:
- Eric Forrester (1987-in corso), interpretato da John McCook, doppiato da Luca Biagini e in precedenza da Oreste Rizzini.
- Brooke Logan (1987-in corso), interpretata da Katherine Kelly Lang[4], doppiata da Mavi Felli e in precedenza da Roberta Greganti.
- Ridge Forrester (1987-2012, 2013-in corso), interpretato da Thorsten Kaye e in precedenza da Ronn Moss[5], doppiato da Massimo Rossi e in precedenza da Claudio Capone e Fabrizio Pucci.
- Taylor Hamilton (1990-2002, 2004, 2005-2013, 2014, 2018-2019, 2021-2023, 2024-in corso), interpretata da Hunter Tylo e in precedenza da Krista Allen e Rebecca Budig [6], doppiata da Roberta Pellini e in precedenza da Vanna Busoni.
- Thomas Forrester (1998-2003, 2004-2013, 2014, 2015-2017, 2018, 2019 2020 2021 2022-2023,2024-2025-in corso) interpretato da Matthew Atkinson e in precedenza da Patrick Dorn e Drew Tyler Bell ed Adam Gregory e Pierson Fodè doppiato da Primo Reggiani  e i precedenza da Stefano Crescentini
- Steffy Forrester Sharpe (1999-2003, 2004 2006,2007-2008 2009 2010 2011 2012-2013, 2015 2016 2017 2018,2019 2020 2021 2025 2026 in corso), interpretata da Jacqueline MacInnes Wood e in precedenza da Alex Hoover, doppiata da Ilaria Stagni e in precedenza da Eliana Lupo.
- Zende  Forrester Dominguez (2001-2002, 2005, 2015-2017, 2020-in corso), interpretato da Delon De Metz e in precedenza da Daniel E. Smith e Rome Flynn, doppiato da Paolo Vivio e in precedenza da Simone Crisari.
- Electra Forrester (2024-in corso) interpretata da Laneya Grace.
- Katie Logan (1987-1991, 1994-2001, 2003-2004, 2007-in corso), interpretata da Heather Tom e in precedenza da Nancy Sloan, doppiata da Alessia Lionello e in precedenza da Georgia Lepore.
- Hope Logan  Sharpe (2002-2003, 2004 2005 2006-2007,2008-2009, 2010-2014, 2015 2016,2025-2026 in corso)  interpretata da  Kimberly  Matula e in precedenza da Colby e Grayson Button, Rachel e Amanda Pace e Annika Noelle  doppiata da Roberta Scardola]]
- Bill Spencer Jr. (2009-in corso), interpretato da Don Diamont, doppiato da Fabio Boccanera.
- Liam Sharpe (2010-in corso), interpretato da Scott Clifton, doppiato da Emiliano Coltorti.
- Caitlin Ramirez Finnegan (2002 2003 2004 2005,2025,2026  interpretata da Kayla Ewell doppiata da Valentina Corti
- Florence "Flo" Logan (2019 2020 2021 2025 2026 ), interpretata da Katrina Bowden, doppiata da Francesca Manicone.
- Shauna Fulton (2019 2020 2021 2022 2025), interpretata da Denise Richards, doppiata da Franca D'Amato.

- R.J. Forrester (2004-2009, 2011, 2013-2014, 2016-2018, 2023-2024-2025), interpretato da Joshua Hoffman e in precedenza da Ridge Perkett, Jack Horan, Mace Coronel e Anthony Turpel, doppiato da Federico Campaiola e in precedenza da Valerio Monforte e Valentino Ionica.
- Ivy Forrester (2014-2018, 2024-2025 in corso), interpretata da Ashleigh Brewer, doppiata da Micaela Incitti.
- Will Spencer (2012-2020, 2024-in corso), interpretato da Crew Morrow e in precedenza da Zane Alexander Achor e Finnegan George, doppiato da Alessandro Sussi e in precedenza da Ilaria Stagni.
- Sheila Carter (1992-1998, 2002, 2003, 2017-2018, 2021-in corso), interpretata da Kimberlin Brown, doppiata da Laura Boccanera.
- Deacon Sharpe (2000-2005, 2012, 2014-2017, 2021-in corso), interpretato da Sean Kanan, doppiato da Alessandro Quarta e in precedenza da Massimiliano Manfredi.
- Nick Marone (2003-2012, 2022, 2025-in corso), interpretato da Jack Wagner, doppiato da Massimo Lodolo.
- Carter Walton (2013-in corso), interpretato da Lawrence Saint-Victor, doppiato da Massimiliano Manfredi.
- John "Finn" Finnegan (2020-in corso), interpretato da Tanner Novlan, doppiato da Alessandro Rigotti.
- Luna Finnegan Nozawa (2023-in corso), interpretata da Lisa Yamada, doppiata da Martina Felli.
- Penelope "Poppy" Nozawa (2023-in corso), interpretata da Romy Park, doppiata da Barbara De Bortoli.
- Hector Ramirez (2002 -2003 2004 2005 2006, 2025 ) interpretato da Lorenzo Lamas]], doppiato da Luca Ward.

- Jimmy Ramirez (2004-2005), interpretato da Chris Warren Jr., doppiato da Simone Crisari.
- Dr. Christian Ramirez (2006), interpretato da Mario López, doppiato da Christian Iansante.

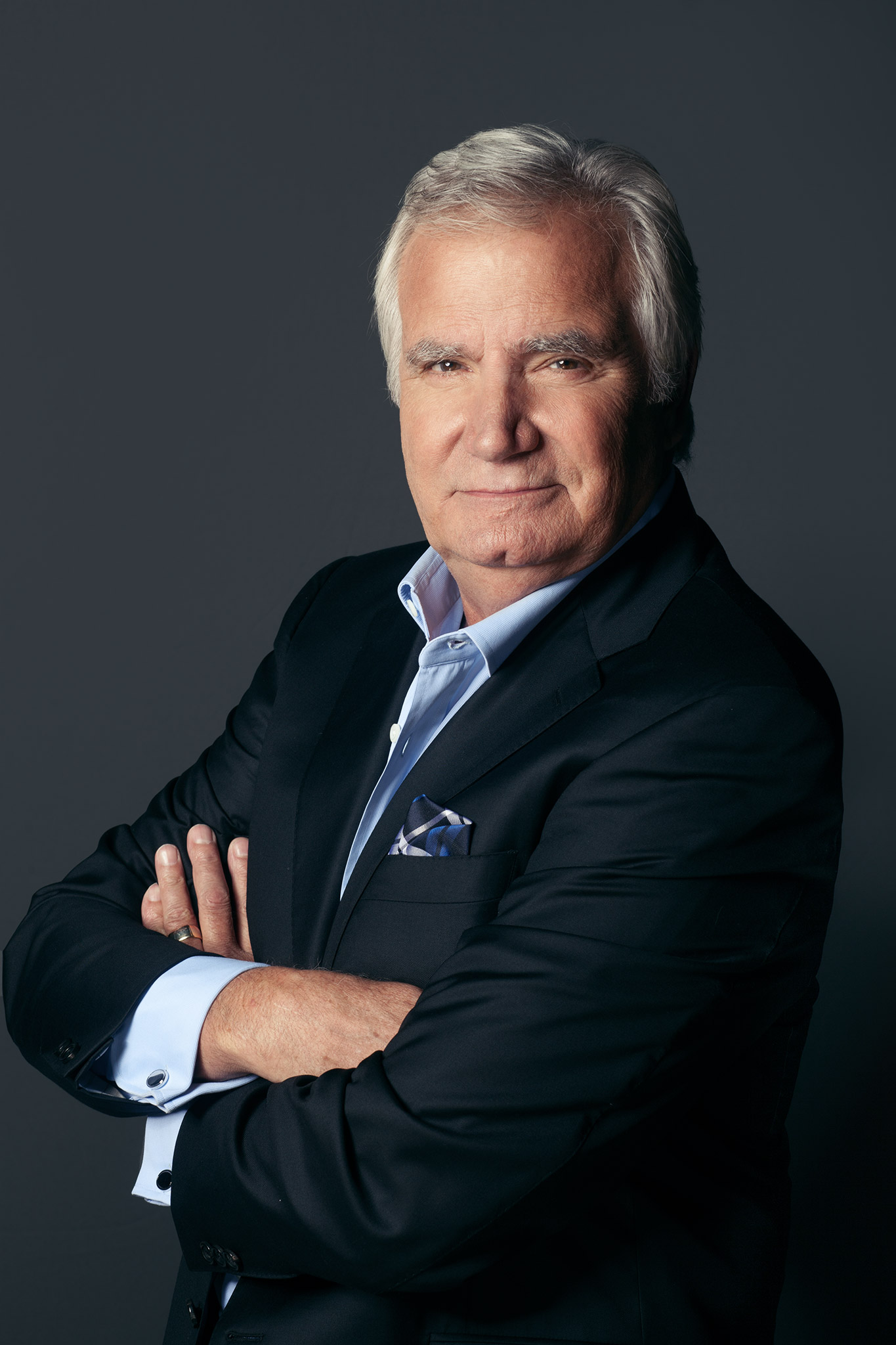
John McCook interpreta Eric Forrester dal 1987
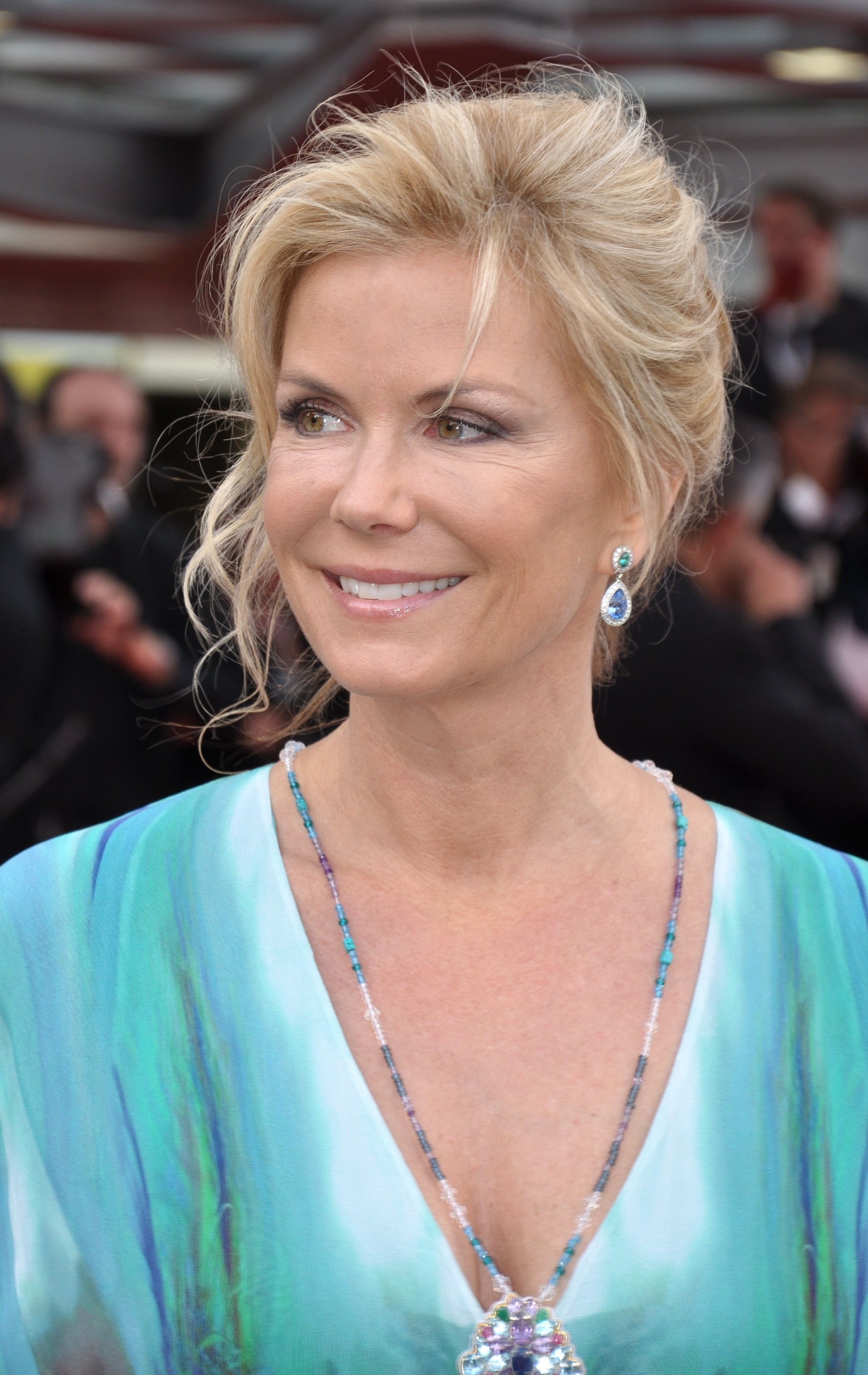
Katherine Kelly Lang interpreta Brooke Logan dal 1987
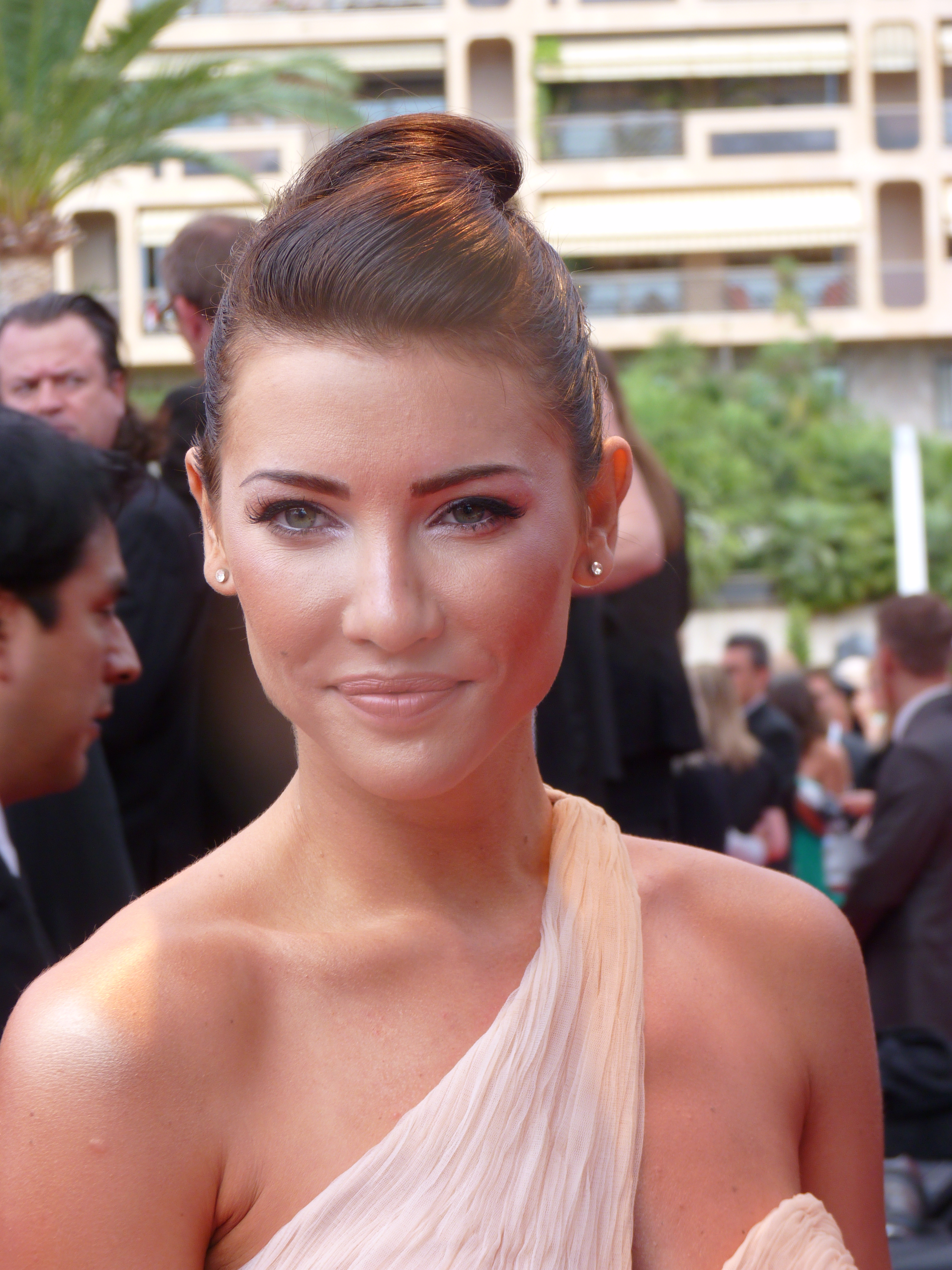
Jacqueline MacInnes Wood interpreta Steffy Forrester Finnegan dal 2008 al 2013 e dal 2015
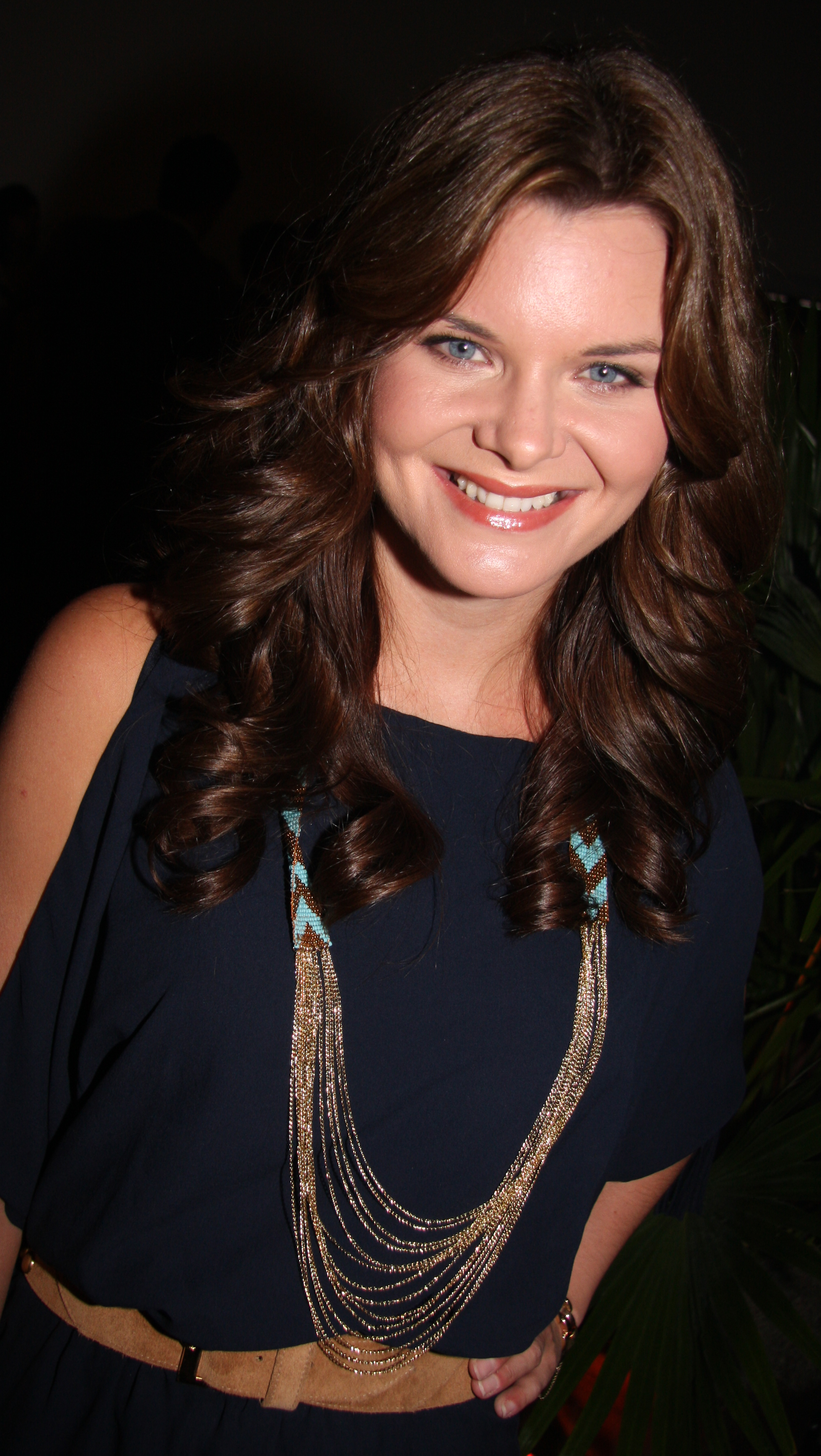
Heather Tom interpreta Katie Logan dal 2007
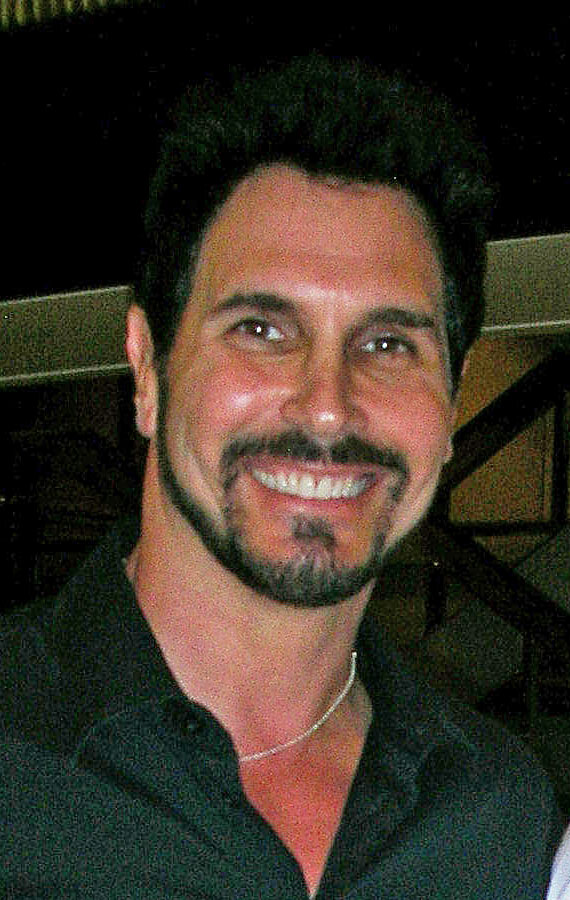
Don Diamont interpreta Bill Spencer Jr. dal 2009
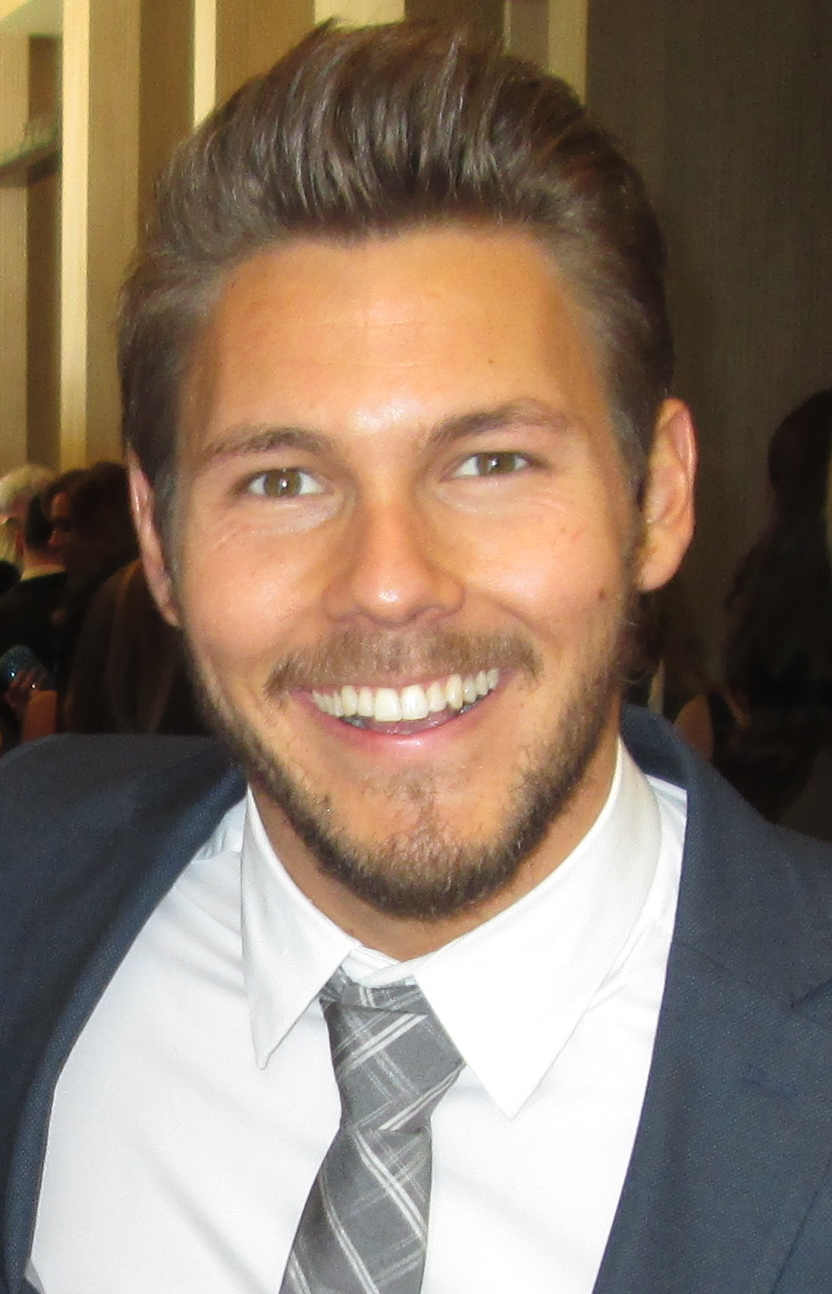
Scott Clifton interpreta Liam Spencer dal 2010

### Personaggi ricorrenti
Sono riportati di seguito gli attuali personaggi ricorrenti della soap:
- Donna Logan Forrester (1987-1991, 1994-1996, 2001, 2006-2015, 2016, 2017, 2018-in corso), interpretata da Jennifer Gareis e in precedenza da Carrie Mitchum e Mary Sheldon, doppiata da Claudia Balboni e in precedenza da Emanuela Giordano.
- Bradley Baker (1997-1998, 2001, 2002, 2003, 2004, 2006-2010, 2011, 2012, 2013, 2015, 2016, 2017, 2018, 2021, 2022, 2023-in corso), interpretato da Dan Martin, doppiato da Dario Oppido e in precedenza da Piero Tiberi e da Angelo Nicotra.
- Pamela Douglas (2006-2019, 2021-2022, 2024-in corso), interpretata da Alley Mills, doppiata da Melina Martello e in precedenza da Ada Maria Serra Zanetti.
- Charlie Webber (2013-in corso), interpretato da Dick Christie, doppiato da Oliviero Dinelli.
- Kelly Sharpe ( 2018-in corso), interpretata da Sophia Paras Mckinlay, doppiata da Angelica Tuccini.
- Jack Finnegan (2021-in corso), interpretato da Ted King, doppiato da Alessio Cigliano.
- Li Nozawa (2021-in corso), interpretata da Naomi Matsuda, doppiata da Giò Giò Rapattoni..
- Grace Buckingham (2022, 2024-in corso), interpretata da Cassandra Creech, doppiata da Sabrina Duranti.

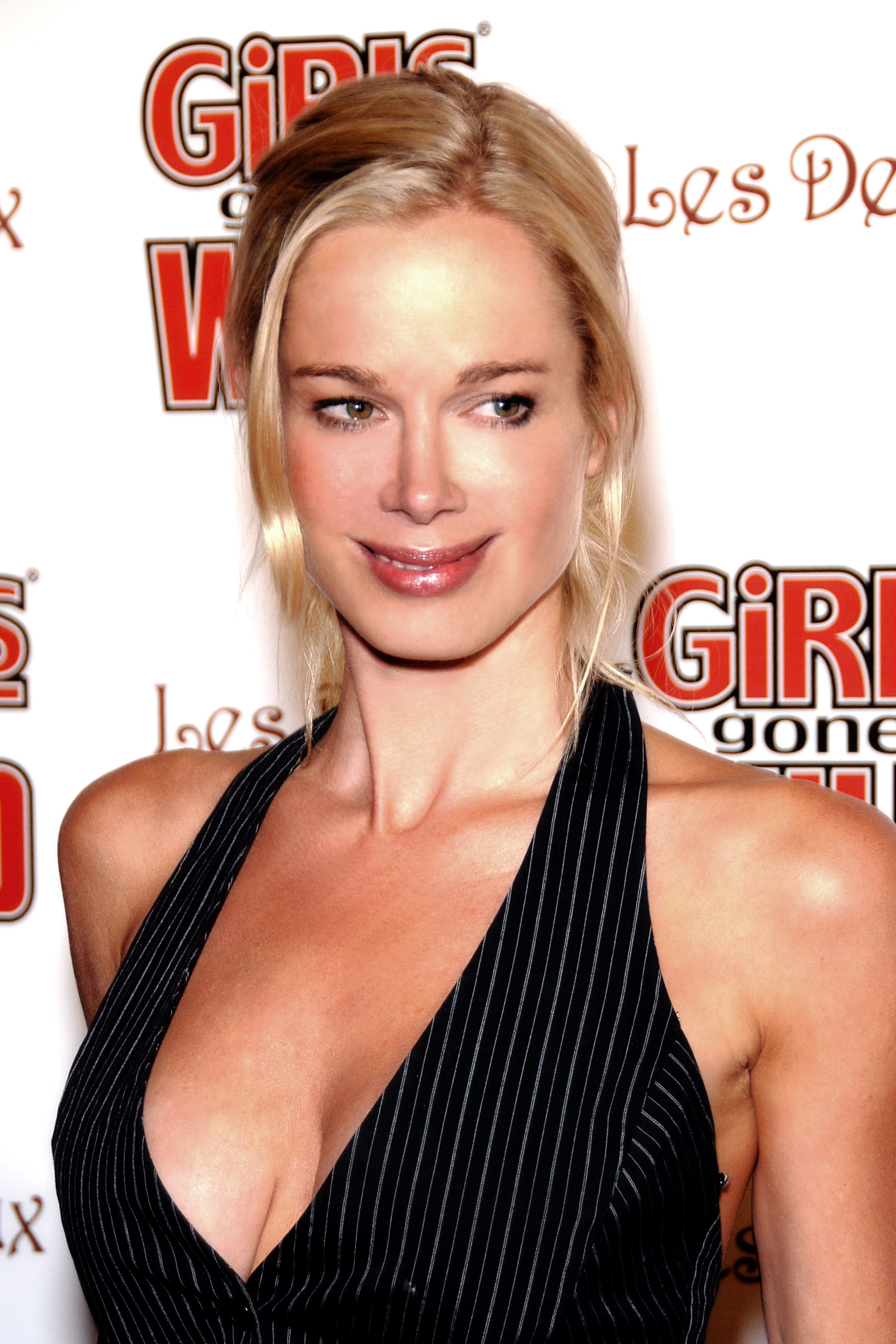
Jennifer Gareis interpreta Donna Logan Forrester dal 2006
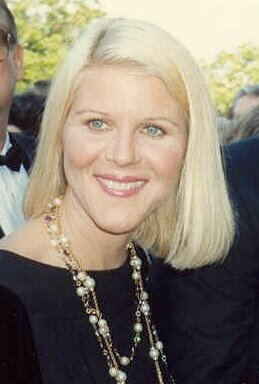
Alley Mills interpreta Pamela Douglas dal 2006 al 2019, dal 2021 al 2022 e dal 2024

### Personaggi usciti di scena
- Stephanie Douglas Forrester (1987-2012, 2018, 2023), interpretata da Susan Flannery, doppiata da Vittoria Febbi e in precedenza da Angiolina Quinterno.
- Thorne Forrester (1987-2015, 2016, 2017-2019, 2022, 2023), interpretato da Winsor Harmon e in precedenza da Clayton Norcross, Jeff Trachta e Ingo Rademacher, doppiato da Gianluca Tusco e in precedenza da Loris Loddi e Vittorio Guerrieri.
- Angela Forrester/Deveney Dixon (1988-1989), interpretata da Judith Borne, doppiata da Claudia Razzi e in precedenza da Paola Valentini.
- Kristen Forrester Dominguez (1987-1990, 1992-1994, 2001-2006, 2008, 2012-2013, 2017), interpretata da Tracy Melchior e in precedenza da Teri Ann Linn, doppiata da Alessandra Korompay e in precedenza da Mavi Felli, Silvia Pepitoni, Stefania Patruno, Eleonora De Angelis, Chiara Salerno e Franca D'Amato.
- Felicia Forrester (1990-1992, 1997, 2004, 2005-2009, 2010, 2011, 2012, 2014, 2016), interpretata da Lesli Kay e in precedenza da Colleen Dion Scotti, doppiata da Alessandra Korompay e in precedenza da Chiara Salerno, Cristiana Lionello e Francesca Fiorentini.
- Rick Forrester (1990-2018), interpretato da Jacob Young e in precedenza da Jeremy Snider, Steven Hartman, Justin Torkildsen e Kyle Lowder, doppiato da Marco Baroni
- Hope Logan  Sharpe (2018-2025) interpretata da Annika Noelle in precedenza  Rachel ed Amanda Pace e Colby e Grayson Button doppiata da Lucrezia Piaggio
- Phoebe Forrester (1999-2006, 2006-2008), interpretata da MacKenzie Mauzy e in precedenza da Addison Hoover, doppiata da Cinzia Villari
- Beth Sharpe (2019-2025) interpretata da Jordyn Lynn Ariza doppiata da Giulia Baccini
- Douglas Forrester (2016-2017, 2019-2024), interpretato da Henry Joseph Samiri e in precedenza da Django Ferri, doppiato da Ciro Clarizio e in precedenza da Alice Villevieille Bideri.

- Hayes Finnegan (2020-2021,2022-2025) interpretato da Piper Harriot doppiato da Filippo De Paulis

- Quinn Fuller (2013-2022), interpretata da Rena Sofer, doppiata da Cristiana Lionello.
- Sally Spectra (1989-2006, 2012, 2017), interpretata da Darlene Conley, doppiata da Solvejg D'Assunta e da Graziella Polesinanti negli episodi 7000 e 7515.
- Macy Alexander (1989-2000, 2001, 2002-2003), interpretata da Bobbie Eakes, doppiata da Francesca Guadagno.
- Clarke Garrison (1987-1992, 1996-2009), interpretato da Daniel McVicar, doppiato da Roberto Pedicini e in precedenza da Sergio Di Giulio.
- C.J. Garrison (1991-2004, 2007, 2010, 2017), interpretato da Mick Cain, doppiato da Luigi Morville e in precedenza da Massimiliano D'Assunta e Alessandro Quarta.
- Adam Alexander (1998-2003), interpretato da Michael Swan, doppiato da Vittorio Congia.
- Kimberly Fairchild (1998-2001), interpretata da Ashley Lyn Cafagna, doppiata da Domitilla D'Amico.
- Saul Feinberg (1989-1996), interpretato da Michael Fox, doppiato da Mario Feliciani.
- Sally Spectra Jr. (2017-2020), interpretata da Courtney Hope, doppiata da Rossella Acerbo
- Shirley Spectra (2017-2018), interpretata da Patrika Darbo, doppiata da Melina Martello.
- Coco Spectra (2017-2018), interpretata da Courtney Grosbeck, doppiata da Roisin Nicosia.
- Saul Feinberg Jr. (2017-2018), interpretato da Alex Wyse, doppiato da Mirko Cannella.
- Darlita (2017-2018), interpretata da Danube Hermosillo, doppiata da Veronica Puccio.
- Maya Avant (2013-2019), interpretata da Karla Mosley, doppiata da Letizia Ciampa.
- Nicole Avant (2015-2018), interpretata da Reign Edwards, doppiata da Erica Necci.
- Sasha Avant (2015-2017), interpretata da Felisha Cooper, doppiata da Chiara Gioncardi.
- Vivienne Avant (2015-2018), interpretata da Anna Maria Horsford, doppiata da Antonella Giannini.
- Julius Avant (2015-2018, 2020), interpretato da Obba Babatundé, doppiato da Gino La Monica.
- Alexander Avant (2018-2019, 2023-2024), interpretato da Adain Bradley, doppiato da Emanuele Ruzza.
- Zoe Buckingham (2018-2021), interpretata da Kiara Barnes, doppiata da Virginia Brunetti.
- Reese Buckingham (2018-2019), interpretato da Wayne Brady, doppiato da Fabrizio Vidale.
- Paris Buckingham (2020-2024), interpretata da Diamond White, doppiata da Francesca Zavaglia.
- Massimo Marone (2001-2006), interpretato da Joseph Mascolo, doppiato da Vittorio Di Prima e in precedenza da Carlo Baccarini.
- Jacqueline Payne Knight (2003-2012), interpretata da Lesley-Anne Down, doppiata da Melina Martello.
- Oscar Marone (2003-2004), interpretato da Brian Gaskill, doppiato da Fabio Boccanera.
- Owen Knight (2008-2012), interpretato da Brandon Beemer, doppiato da Francesco Bulckaen.
- Amber Moore (1997-2005, 2010-2012), interpretato da Adrienne Frantz, doppiata da Monica Ward e in precedenza da Ilaria Stagni.
- Becky Moore (1999-2000), interpretata da Marissa Tait, doppiata da Franca D'Amato.
- Tawny Moore (1999-2000, 2010-2011), interpretata da Andrea Evans, doppiata da Cristiana Lionello e in precedenza da Melina Martello.
- James Warwick (1993-1999, 2004, 2008-2009, 2011, 2017), interpretato da Ian Buchanan, doppiato da Massimo Cinque.
- Mary Warwick (2002), interpretata da Courtnee Draper, doppiata da Alessia Lionello.
- Connor Davis (1993-1998, 2000, 2002, 2005), interpretato da Scott Thompson Baker, doppiato da Fabio Boccanera e in precedenza da Massimiliano Manfredi.
- Lauren Fenmore (1992, 1993, 1995-1999, 2001, 2004, 2007, 2022, 2023), interpretata da Tracey E. Bregman, doppiata da Cristina Boraschi e in precedenza da Melina Martello.
- Grant Chambers (1996-1998), interpretato da Charles Grant, doppiato da Massimo Rossi.
- Morgan DeWitt (2000-2001, 2005), interpretata da Sarah Buxton, doppiata da Cristiana Lionello.
- Whip Jones III (2002, 2009-2011), interpretato da Rick Hearst, doppiato da Francesco Prando.
- Agnes Jones (2009-2011), interpretata da Sarah Brown, doppiata da Franca D'Amato.
- Oliver Jones (2010-2015), interpretato da Zack Conroy, doppiato da Andrea Mete.
- Mike Guthrie (1993-1998, 2010, 2022, 2023), interpretato da Ken Hanes, doppiato da Antonio Palumbo e in precedenza da Luca Lionello e Mauro Magliozzi.
- Jake MacLaine (1990-1992, 2007-2009, 2011-2013, 2015, 2016, 2018, 2019), interpretato da Todd McKee, doppiato da Massimiliano Manfredi e, per un breve periodo, da Fabio Boccanera.
- Margo MacLaine Lynley (1987-1992, 2002), interpretata da Lauren Koslow, doppiata da Melina Martello.
- Dr. Mark MacLaine (2002-2005), interpretato da Michael Dietz, doppiato da Riccardo Rossi.
- Ben MacLaine (1991-1992), interpretato da John Brandon, doppiato da Carlo Baccarini.
- Helen Maclaine (1991-1992), interpretata da Tippi Hedren, doppiata da Valeria Valeri.
- Charlie Maclaine (1991-1992), interpretato da Chuck Walling.
- [[Personaggi di Beautiful#
- Samantha Kelly (2003-2005), interpretata da Sydney Penny, doppiata da Franca D'Amato.
- Omar Rashid (1994-1995, 2005), interpretato da Kabir Bedi, doppiato da Mario Cordova.
- Blake Hayes (1991-1992), interpretato da Peter Brown, doppiato da Gianni Giuliano.
- Rocco Carner (1987-1989, 2009), interpretato da Bryan Genesse, doppiato da Alberto Bognanni e in precedenza da Gianluca Tusco.
- Dante Damiano (2005-2006), interpretato da Antonio Sabato Jr., doppiato da Riccardo Niseem Onorato.
- Shane McGrath (2006-2007), interpretato da Dax Griffin, doppiato da Massimiliano Manfredi.
- Ashley Abbott (2007-2008), interpretata da Eileen Davidson, doppiata da Franca D'Amato.
- Dylan Shaw (1994-1997), interpretato da Dylan Neal, doppiato da Francesco Bulckaen.
- Jasmine Malone (1995-1996), interpretata da Lark Voorhies, doppiata da Rossella Acerbo.
- Michael Lai (1995-1997, 2000, 2005), interpretata da Lindsay Price, doppiata da Chiara Colizzi e in precedenza da Stella Musy.
- Claudia Cortez (1995-1998), interpretata da Lilly Melgar, doppiata da Cristiana Lionello.
- Sofia Alonso (2001-2003), interpretata da Sandra Vidal, doppiata da Georgia Lepore.
- Megan Conley (1995-2006), interpretata da Maeve Quinlan, doppiata da Antonella Rinaldi.
- Gabriela Moreno (2005), interpretata da Shanelle Workman, doppiata da Domitilla D'Amico.
- Ziggy Deadmarsh (2002), interpretato da Matt Borlenghi, doppiato da Nanni Baldini.
- Sugar (2003), interpretata da Robin Mattson, doppiata da Eleonora De Angelis.
- Constantine Parros (2007), interpretato da Constantine Maroulis, doppiato da David Chevalier.
- Harry Jackson (2006), interpretato da Ben Hogestyn, doppiato da Gianfranco Miranda.
- Ruthanne Owens (1991-1997), interpretata da Michelle Davison, doppiata da Rita Di Lernia.
- Graham Darros (2010), interpretato da Justin Baldoni, doppiato da Andrea Mete.
- Pierre Jourdan (1990-1992), interpretato da Robert Clary, doppiato da Oreste Lionello.
- Charlie Baker (2007-2010, 2012), interpretato da Mykel Shannon Jenkins, doppiato da Luca Lionello.
- Beverly (2011), interpretata da Gina Rodriguez, doppiata da Valeria Vidali.
- Dr. Ramon Montgomery (2011, 2012), interpretato da A Martinez, doppiato da Mario Cordova.
- Julie DeLorean (1990-1992), interpretata da Jane A. Rogers, doppiata da Mavi Felli.
- Jarrett Maxwell (2004-2018), interpretato da Andrew Collins, doppiato da Sergio Lucchetti e in precedenza da Marzio Margine.
- Dott.ssa Caspary (2005-2013, 2017), interpretata da Jacqueline Hahn, doppiata da Paola Giannetti e in precedenza da Silvia Tortarolo.
- Madison Lee (2007-2014), interpretata da Stephanie Wang, doppiata da Rachele Paolelli e in precedenza da Ilaria Stagni.
- Alison Montgomery (2011-2018), interpretata da Teodora di Grecia, doppiata da Michela Alborghetti.
- Othello (2011-2014, 2018), interpretato da Othello Clark, doppiato da Raffaele Proietti.
- Rafael (2013), interpretato da Andres Zuno, doppiato da Daniele Giuliani.
- Ricardo Montemayor (2013-2014), interpretato da Victor Rivers, doppiato da Roberto Draghetti.
- Eva (2014, 2016, 2017, 2020, 2021), interpretata da Kelly Kruger.
- Lars (2014), interpretato da Ferry Doedens.
- Zach (2014-2015), interpretato da Zach Rance.
- Nick (2015), interpretato da Scott Turner Schofield, doppiato da Luigi Morville.
- Charlotte (2015, 2017, 2020, 2023), interpretata da Camelia Somers, doppiata da Marta Rapperini Tesoro.
- Paul "Hollis" Hollister (2016-2017, 2021-2024), interpretato da Hollis W. Chambers, doppiato da Gabriele Ricci.
- Emmy (2016, 2018), interpretata da Sheryl Underwood, doppiata da Emanuela Baroni.
- Mateo (2017), interpretato da Francisco San Martin, doppiato da Jacopo Cinque.
- Ken (2017, 2018), interpretato da Danny Woodburn, doppiato da Giuliano Santi.
- Simon (2017, 2018, 2019), interpretato da Achille Andrea di Grecia.
- Dott.ssa Philips (2018), interpretata da Robin Givens, doppiata da Valeria Vidali.
- Alex Sanchez (2018-2022), interpretato da Jeremy Ray Valdez, doppiato da Daniele Raffaeli.
- Danny (2018, 2019), interpretato da Keith Carlos, doppiato da Edoardo Verde.
- Craig McMullen (2018, 2023), interpretato da Joe Lando, doppiato da Francesco Prando.
- Amelia (2018, 2019, 2020), interpretata da Nicola Posener, doppiata da Mattea Serpelloni.
- Tiffany (2018, 2019), interpretata da Maile Brady, doppiata da Beatrice Maruffa.
- Vincent Walker (2019-2021), interpretato da Joe LoCicero, doppiato da Matteo Bartoli.
- Dott. Jordan Armstrong (2019), interpretato da Vincent Irizarry, doppiato da Davide Marzi.
- Dott.ssa Penny Escobar (2020), interpretata da Monica Ruiz, doppiata da Annalisa Usai.
- Lucy (2022, 2023), interpretata da Linda Purl, doppiata da Aurora Cancian.
- Dott. Colin Colby (2023), interpretato da Justiin Davis, doppiato da Diego Gallo.

## Produzione
- Produttore Esecutivo: Bradley Bell
- Supervisione alle Produzione: Rhonda Friedman, Edward Scott, Casey Kasprzyk
- Produttori: Cynthia J. Popp, Mark Pinciotti
- Regia: Michael Stich, Deveney Kelly, Cynthia J. Popp, David Shaughnessy, Jennifer Howard
- Soggetto: Bradley Bell, Michael Minnis
- Sceneggiatura: John F. Smith, Rex M. Best, Tracey Ann Kelly, Adam Dusevoir, Shannon B. Bradley, Patrick Mulcahey, Michele Val Jean
- Una produzione Bell-Phillip Television Productions, Inc.

### Casting e tecniche narrative
In Beautiful è largamente utilizzata la pratica del recasting, cioè l'assegnazione di una parte a un attore diverso rispetto a colui che l'aveva già interpretata precedentemente. I personaggi più importanti che a Beautiful sono stati oggetto di recasting sono stati Stephen, Beth, Storm, Donna, Katie, Ridge, Taylor, Thorne, Kristen, Felicia, Rick, Bridget, Thomas, Steffy, Phoebe, R.J., Alexandria, Zende e Hope.
Un altro particolare artificio narrativo usato nella soap è il cosiddetto invecchiamento precoce, chiamato in gergo SORAS: nell'arco di poche puntate infatti, i bambini diventano adolescenti tramite recasting (tale tattica è diffusa in tutte le soap opera); all'interno di Beautiful i personaggi protagonisti di queste crescite veloci sono stati Mark MacLaine, Rick, CJ, Bridget, Erika, Thomas, Phoebe, Steffy, Hope, Alexandria, R.J., Will, Douglas, Kelly e Beth. Il fatto che tale artificio sia stato usato solo su certi personaggi e non su altri è stato causa di alcune critiche.

### Musiche
Le sigle italiane della soap (quella iniziale Tutti Beautiful, usata fino al 2011, e quella finale, Beautiful Caroline, utilizzata fino alla puntata 7548 del 23 ottobre 2017) sono state composte da Roberto Colombo. Fino a poco prima dello spostamento su Canale 5, oltre alle sigle, anche i temi musicali di sottofondo alle scene erano di produzione italiana (seppur talvolta alternati a quelli originali statunitensi), composti da Colombo, Giuseppe Vessicchio e Adelmo Musso (con l'assistenza di Cinzia Cavalieri). Dal novembre 1993 invece si iniziarono a usare esclusivamente i sottofondi musicali originali della soap.
Le prime due versioni italiane di apertura si distinguevano da quella americana soprattutto per la sigla utilizzata per la soap, in America la sigla utilizzata è una versione strumentale della canzone High upon this love, in Italia la storica colonna sonora Tutti Beautiful, composta da Colombo è stata utilizzata dal 1990 al 2011. A partire dal 23 marzo 2017 negli USA, durante la puntata 7.549, la soap ha una nuova sigla creata appositamente in occasione dei trent'anni della soap, una riproposizione in chiave moderna della primissima versione della sigla, andata in onda negli USA nel marzo 1987.
La sigla finale presenta invece una donna con dei guanti viola e il volto coperto da un capello rosa (che sta a simboleggiare l'eleganza e la raffinatezza della casa di moda; il volto coperto sta a simboleggiare i molteplici misteri presenti nel corso della serie), ed è realizzata dal montatore video Mediaset Roberto Quintavalle. La sigla finale è accompagnata da un'altra melodia composta da Colombo: Beautiful Caroline ed è stata utilizzata dal 1990 al 2017. Per quanto riguarda la versione originale della sigla finale, essa presenta i quartieri più belli e alla moda di Los Angeles, accompagnata sempre dalla versione strumentale (e talvolta cantata, come hanno potuto ascoltare i telespettatori statunitensi in alcune puntate del 1998) di High upon this love. Dal 2017, in Italia, la musica iniziale viene utilizzata anche come sigla finale.
Il 15 giugno 2010 è uscito su iTunes la colonna sonora della soap opera intitolata Music of Passion and Romance (Musica di passione e romanticismo), che contiene i sottofondi delle atmosfere di Beautiful con uno speciale valzer della musica di apertura della soap come traccia finale.

### Doppiaggio italiano
L'edizione italiana è curata da Titti Mastrocinque per Mediaset, mentre il doppiaggio viene eseguito dalla CVD.
Nel dicembre 1993, a causa dell'uscita dalla società di doppiaggio CVD di Sergio Di Giulio, Roberta Greganti e Vittorio Guerrieri, le voci di alcuni protagonisti (Clarke Garrison, Brooke Logan e Thorne Forrester) sono state sostituite con Roberto Pedicini, Mavi Felli (a sua volta sostituita nel doppiaggio di Kristen Forrester da Silvia Pepitoni) e Gianluca Tusco (per il personaggio di Thorne si trattò del secondo cambio di voce, in quanto Guerrieri aveva a sua volta sostituito Loris Loddi). Ecco come si è espresso all'epoca il vicepresidente della cooperativa Carlo Baccarini: «Hanno detto che non si sentivano abbastanza valorizzati, che non erano tenuti in considerazione, ma la cosa non corrisponde alla realtà». Il responsabile della programmazione di Beautiful a Raidue, Carlo Macchitella, ha ribadito: «Ci siamo trovati di fronte a un bel dilemma: o si continuava con i vecchi doppiatori che però, essendo ormai soci dimissionari, non potevano più assicurare la puntualità delle consegne delle varie puntate, oppure ci affidavamo a voci nuove. La scelta è stata obbligata».

## Programmazione

### Stati Uniti
Beautiful è trasmesso negli Stati Uniti dal 23 marzo 1987 dalla CBS, nella fascia oraria 13:30-14:00 (in precedenza occupata da un'altra soap opera, Capitol, cancellata per bassi ascolti), le repliche sono andate in onda dal 2000 al 2012 sul canale SOAPnet. Dal 7 settembre 2011 è partita la trasmissione in HD e in 16:9.

### Italia

#### Rai
In Italia, Beautiful iniziò a essere trasmesso a partire dal 4 giugno 1990, in contemporanea con l'inizio dei mondiali di calcio Italia '90, dal lunedì al venerdì su Rai 2 alle 13:45 con due episodi uniti in unica puntata di 45 minuti. Partito come semplice sostituto estivo di un'altra soap statunitense trasmessa dal canale con grande successo in quel periodo, Quando si ama, a seguito dell'inaspettato successo ottenuto dal nuovo serial (una media di 6 milioni di telespettatori a puntata), i vertici della rete confermarono la soap nel palinsesto anche per l'autunno-inverno.  A partire dal 19 novembre 1990 la soap viene trasmessa con un solo episodio al giorno sempre nella stessa fascia oraria (mentre Quando si ama venne spostato nella fascia mattutina); inoltre, a seguito del successo che Beautiful riscontrava ogni giorno, Rai 2 iniziò a trasmetterla anche ogni domenica in prima serata, con tre episodi uniti insieme in un'unica puntata di 70 minuti, a partire dal 25 novembre 1990; la programmazione quotidiana andò avanti fino al 28 giugno 1991, infatti per tutto il periodo estivo la soap venne trasmessa solamente la domenica sera alle 21:00, per poi dal 18 novembre successivo tornare ad andare in onda anche dal lunedì al venerdì, venendo però spostata in fascia preserale, alle 19:15 (con il compito di fare da traino all'edizione serale del TG2, che all'epoca andava in onda alle 19:45). Dal 13 settembre 1993, Beautiful tornò in onda allo storico orario delle 13:45, sempre con l'aggiunta della puntata in prima serata della domenica. Grazie a tale programmazione, in poco tempo il divario tra la messa in onda statunitense e quella italiana si ridusse dagli iniziali tre anni ad appena nove mesi. Rai 2 ha trasmesso la soap opera fino a domenica 3 aprile 1994, giorno di Pasqua, con l'episodio 920 (conteggio portato avanti da Rai 2 in quanto i doppi episodi e le puntate in prima serata venivano conteggiate come un'unica puntata), in quanto perse i diritti di trasmissione, che vennero acquistati ad alto prezzo dalla Fininvest (l'attuale Mediaset). A seguito del passaggio della soap su Canale 5, la seconda rete Rai cominciò a ritrasmettere in replica le puntate di Beautiful di sua proprietà, a partire dal primo episodio, sempre alle 13:45, facendo così concorrenza alle puntate inedite trasmesse alla stessa ora sull'ammiraglia Fininvest, ma, a seguito di un esposto presentata da quest'ultima, la messa in onda delle repliche venne poi posticipata alle ore 14:15.
L'edizione italiana era curata da Tullia Ferrero (dal 1990 al 1991) e da Annamaria Mulas (dal 1991 al 1994) per la Rai e il doppiaggio è stato eseguito dalla CVD.

#### Mediaset
Da martedì 5 aprile 1994 la soap viene trasmessa su Canale 5, dove va in onda tutt’oggi, dal lunedì al venerdì tra le 13:40 e le 14:10 ed il sabato tra le 13:40 e le 14:30. Sempre nel 1994 per un breve periodo venne trasmessa anche da Rete 4 nella prima serata del venerdì.
Sporadicamente nel corso degli anni, in particolare fino al 2000, Beautiful  è stato trasmesso eccezionalmente anche in prima serata la domenica, affiancandolo sempre all’appuntamento del daytime, sempre su Canale 5, in rare occasioni particolari, come ad esempio nel caso delle puntate girate in Italia e andate in onda nel 1998 (ottenendo ascolti record per una soap opera in prima serata) oppure nel caso di puntate clou e particolarmente rilevanti per le trame in corso in quel determinato periodo, come ad esempio le puntate del primo matrimonio di Rick e Amber, trasmesse nella serata di domenica 13 giugno 1999.
Attualmente le puntate sono trasmesse con diciannove mesi di ritardo rispetto agli Stati Uniti. Dal 20 luglio 2021 vengono trasmesse anche in Italia le puntate girate e andate in onda in America dopo il lockdown della precedente primavera e lo stop di 3 mesi, passando direttamente dalle puntate in onda negli USA a metà aprile 2020 a quelle trasmesse a partire da fine luglio 2020. Dal mese di novembre 2012, Beautiful viene proposto anche in lingua originale attraverso il secondo canale audio.
Negli USA il 7 settembre 2011 la serie passa al 16:9 e all'alta definizione, con la puntata 6149.
In Italia la puntata 6149 è andata in onda venerdì 15 giugno 2012.
Da quel giorno la soap passa al 16:9 anche sugli schermi di Canale 5 ma l’alta definizione nativa e originale arriverà solamente il 7 aprile 2015 con la puntata 6960.
Nell'estate 2013 e nell'estate 2014 Canale 5 propone due puntate al giorno della soap dalle 13:40 alle 14:45. E nuovamente dal 15 dicembre 2014 al 29 maggio 2015, a seguito dello spostamento di CentoVetrine su Rete 4, vengono proposti due episodi al giorno con alcune scene in replica della puntata del giorno precedente. Con l'arrivo della soap Una vita, la durata viene ridotta drasticamente: rimangono le scene in replica della durata di 4-5 minuti e le scene inedite si riducono a 16 minuti circa a puntata dal 2015, fino ad arrivare addirittura a 14/15 minuti a puntata dai primi mesi del 2019. Dal mese di ottobre 2019 la durata delle scene inedite è stata ridotta ulteriormente. Al febbraio 2020, le scene inedite giornaliere sono ridotte a non più di 12/13 minuti a puntata. Addirittura nella puntata della domenica le scene inedite non raggiungono neanche i 10 minuti. A partire dal 10 giugno 2020 la durata delle scene inedite giornaliere è aumentata leggermente ritornando alla durata di circa 15/16 minuti a puntata. Dal 14 settembre 2020 si ritorna alla durata di 14/15 minuti. 
Durante questi anni poche sono state le occasioni in cui Canale 5 ha trasmesso puntate intere, nel loro formato originale, ad esempio nelle vacanze di Natale 2015 e nelle estati 2017 e 2018, da luglio a settembre. Tale programmazione ha fatto allontanare, nel corso degli anni, la messa in onda italiana da quella americana, passando dai due mesi nel giugno 2015 ai diciotto mesi nel luglio 2025. Durante la pandemia di COVID-19 l’ininterrotta messa in onda italiana e la pausa dalle riprese negli USA hanno fatto ravvicinare le programmazioni dei due paesi di circa tre mesi.
Dal 14 dicembre 2013, la soap viene trasmessa anche al sabato, precedendo la prima fase di Amici di Maria De Filippi. Dal 2016, la soap inizia a essere trasmessa al sabato già dal mese di settembre, insieme alle altre soap di Canale 5 con il compito di fare da traino a Verissimo. La messa in onda il sabato inizia all'incirca dal secondo sabato di settembre fino all'ultimo sabato di maggio. Nella stagione televisiva 2019/2020 la messa in onda della puntata del sabato è terminata sabato 27 giugno 2020 ed è ripresa sabato 12 settembre 2020.
Dal 6 gennaio al 26 maggio 2019 viene trasmessa anche la domenica, andando in onda così tutti i giorni, tranne nel periodo estivo. A partire dalla settimana del 9 settembre 2019, la trasmissione della soap torna con ritmo giornaliero. Dal 15 settembre 2019, infatti, Canale 5 ripropone la puntata della domenica. Solo in quella data sono state trasmesse due puntate consecutive, dalle 14:00 alle 14:45, senza i minuti di replica della puntata precedente. Dalla domenica successiva, 22 settembre, la messa in onda ritorna a una puntata singola.
Nella stagione televisiva 2019/2020, Canale 5 ha trasmesso Beautiful la domenica fino al 26 aprile 2020.
A partire dal 13 settembre 2020 Beautiful viene trasmesso nuovamente anche la domenica dalle 14:00 alle 14:20, tranne nel periodo estivo, in cui la soap, in concomitanza con la sospensione della messa in onda anche al sabato, torna alla storica programmazione originaria che va dal lunedì al venerdì dalle 13:40 alle 14:10.
Dall’estate 2021 la soap è stata trasmessa anche il sabato e la domenica senza alcuna interruzione.
Da domenica 19 settembre 2021 la puntata della domenica è stata sospesa, insieme a tutte le altre soap in onda sulla rete, per dare spazio al pomeridiano di Amici di Maria De Filippi, che nella nuova stagione televisiva cambia giorno di messa in onda passando dal sabato pomeriggio alla domenica, seguito da Verissimo.
La soap va in onda così dal lunedì al sabato dalle 13:40 alle 14:10. Da sabato 11 dicembre 2021, la soap va in onda con un doppio episodio dalle 13:40 alle 14:30. Dal 19 marzo 2022, con il ritorno delle nuove puntate di Scene da un matrimonio, la soap va in onda al sabato con una sola puntata dalle 13:40 alle 14:10. Già dal sabato successivo, 26 marzo, la soap ritorna però con il doppio episodio dalle 13:40 alle 14:30, con la scelta della rete di collocare Scene da un matrimonio la domenica pomeriggio alle 14:30. 
Dal 20 marzo 2022, con la fine del pomeridiano di Amici di Maria De Filippi, la soap ritorna in onda anche la domenica con un singolo episodio, dalle 14:00 alle 14:30. Eccezionalmente, domenica 20 marzo Canale 5 ha trasmesso una puntata in formato originale, la numero 8427, dedicata al Natale e saltata erroneamente dalla stessa rete il precedente febbraio. Nel mese di agosto 2022 la serie va in onda con doppio episodio dalle 13,40 alle 14,30.
Domenica 26 febbraio 2023, a causa della sospensione provvisoria del pomeridiano di Amici di Maria De Filippi per la morte di Maurizio Costanzo, tra le 14:00 e le 14:50 viene trasmesso un episodio speciale della serie, dedicato all'atteso ritorno di Taylor a Los Angeles.
Dal 2010 le repliche vanno in onda il giorno successivo la messa in onda di Canale 5 su La5, mentre per un breve periodo venne proposta da Mediaset Extra nel blocco intitolato Novela.
L'edizione italiana è curata da Sandro Fedele (dal 1994 al 2017) e in seguito da Titti Mastrocinque (a partire dal 2017) e il doppiaggio è eseguito sempre dalla CVD.

## Merchandising
Esistono diverse edizioni home video della serie, sia statunitensi che italiane. La prima edizione home video italiana della soap risale al 1992, quando la Casa Editrice Universo con la Videorai ha editato 40 VHS con i primi 40 episodi (uno per videocassetta) della soap, comprendente il doppiaggio televisivo. Nel 1997, per il decennale della soap, il settimanale "Tv Sorrisi e Canzoni" ha messo in vendita, come allegato al giornale, cinque VHS contenente i primi 10 episodi (due in ciascuna videocassetta) della soap, che sono stati ridoppiati mantenendo le sigle italiane ma i temi musicali originali di sottofondo alle scene, e differiscono dalla versione andata in onda nel 1990 su Rai 2.
In occasione del 20º anniversario di messa in onda italiana ininterrotta, Mediaset ha commercializzato in edicola, a partire dal maggio 2010 e con cadenza settimanale,"Il meglio di Beautiful", 10 DVD contenenti 54 episodi (dalla durata di circa 50 minuti ciascuno) che riassumevano le prime 20 stagioni di Beautiful. Limitatamente alle puntate appartenenti alle stagioni andate in onda su Rai 2 (i sei episodi contenuti nel primo DVD e un episodio contenuto nel secondo DVD), non essendo Mediaset detentrice dei diritti sulla colonna audio italiana, tali episodi sono stati ridoppiati e presentano i temi musicali originali in sottofondo alle scene e le sigle originali in testa e in coda. Gli episodi successivi presentano, invece, il doppiaggio originale andato in onda su Canale 5 all'epoca della prima trasmissione e la sigla italiana di testa.
Questa edizione, che non comprende interi episodi ma semplicemente le scene migliori e gli avvenimenti più importanti, risulta disponibile solo in Italia. A settembre 2009 la casa editrice Giunti pubblica un libro "Beautiful - la storia completa" in 192 pagine.
Inoltre negli Stati Uniti sono uscite diverse versioni DVD: le prime si dividevano solo in piccoli extra (ad esempio Fan Collection Preferiti, Matrimoni, I momenti più scottanti, Lotta e risse ecc.). L'edizione vera e propria è stata messa in commercio nel 2012 dalla Germania e dall'Inghilterra con un box set da due dischi chiamato "How it all began" ("Come tutto ebbe inizio"), con i primi 25 episodi della prima stagione. Visto il buon successo nelle vendite, sono stati pubblicati gli altri DVD della prima stagione per un totale di otto cofanetti. L'edizione è stata distribuita anche in Australia.

### Edizione completa
| Stagione         | Titolo DVD                              | Numero degli episodi | Data di pubblicazione | Data di pubblicazione |
| Stagione         | Titolo DVD                              | Numero degli episodi | Regno Unito           | Australia             |
| ---------------- | --------------------------------------- | -------------------- | --------------------- | --------------------- |
| Prima stagione   | Come tutto è iniziato [puntate 1-25]    | 25                   | aprile 2011           | 3 dicembre 2012       |
| Prima stagione   | Come tutto è iniziato [puntate 26-50]   | 25                   | 14 ottobre 2011       | 1º maggio 2013        |
| Prima stagione   | Come tutto è iniziato [puntate 51-75]   | 25                   | 17 febbraio 2012      | 1º maggio 2015        |
| Prima stagione   | Come tutto è iniziato [puntate 76-100]  | 25                   | 27 aprile 2012        | 1º settembre 2015     |
| Prima stagione   | Come tutto è iniziato [puntate 101-125] | 25                   | 3 agosto 2012         |                       |
| Prima stagione   | Come tutto è iniziato [puntate 126-150] | 25                   | 23 novembre 2012      |                       |
| Prima stagione   | Come tutto è iniziato [puntate 151-175] | 25                   | 23 novembre 2012      |                       |
| Prima stagione   | Come tutto è iniziato [puntate 176-200] | 25                   | 28 novembre 2014      |                       |
| Seconda stagione | Come tutto è iniziato [puntate 201-225] | 25                   | 28 novembre 2014      |                       |
| Seconda stagione | Come tutto è iniziato [puntate 226-250] | 25                   | 2 aprile 2015         |                       |

## Premi e candidature
I premi e le candidature relative alla soap opera sono:
 Emmy Award 
Vinti

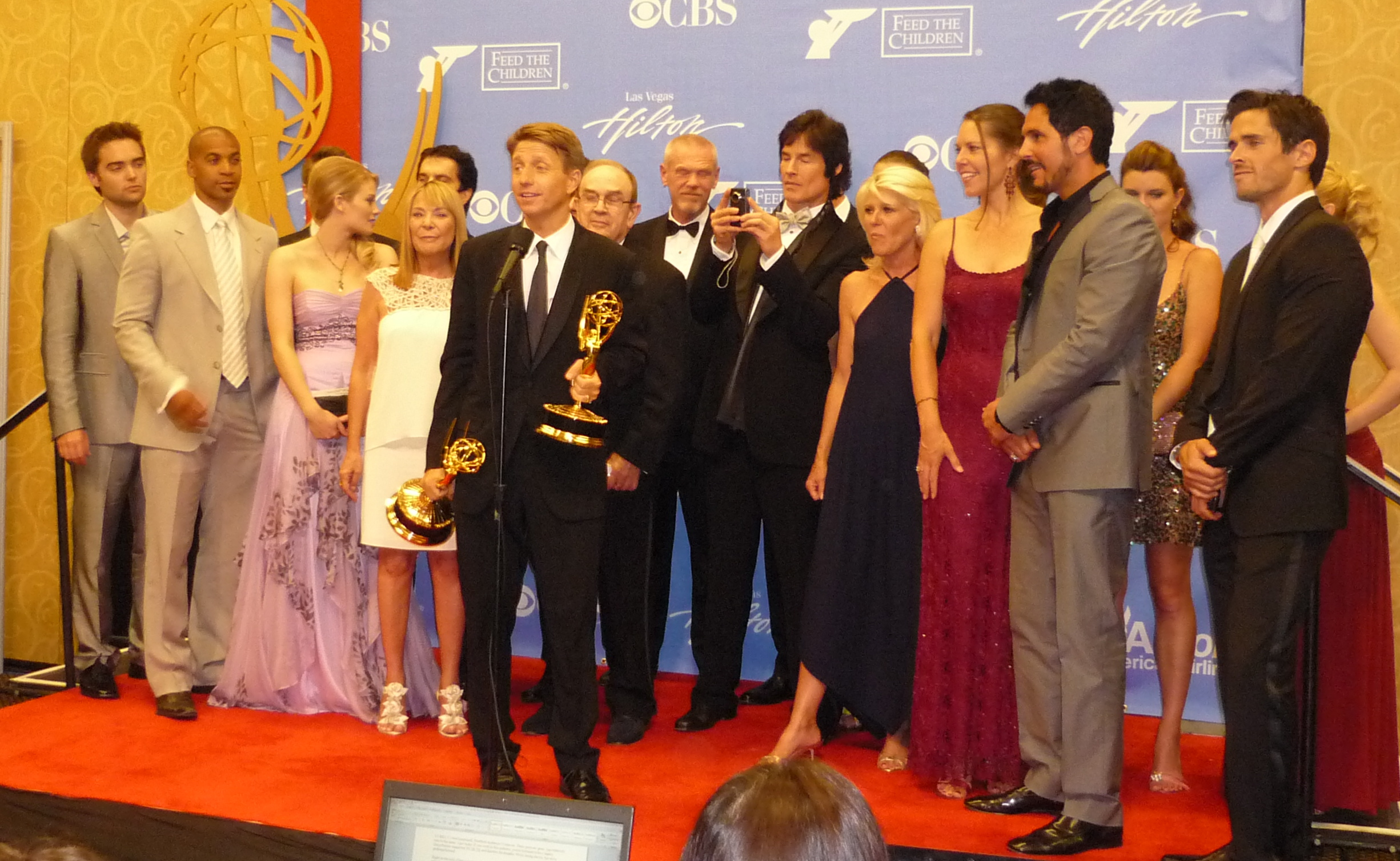
Il cast di Beautiful ai Daytime Emmy Awards nel 2010, al centro, lo sceneggiatore Bradley Bell

- Miglior serie drammatica, Beautiful (2009)
- Miglior serie drammatica, Beautiful (2010)
- Miglior serie drammatica, Beautiful (2011)

Candidature
- Miglior serie drammatica, Beautiful (2003)
- Miglior serie drammatica, Beautiful (2004)
- Miglior serie drammatica, Beautiful (2007)
- Miglior serie drammatica, Beautiful (2013)

 Telegatto 
Vinti
- Miglior soap-opera, Beautiful (1991)
- Miglior soap-opera, Beautiful (1994)
- Miglior soap-opera, Beautiful (1996)
- Miglior soap-opera, Beautiful (1997)

Candidature
- Miglior soap-opera, Beautiful (1992)
- Miglior soap-opera, Beautiful (1995)
- Miglior soap-opera, Beautiful (1998)
- Miglior soap-opera, Beautiful (2000)
- Miglior soap-opera, Beautiful (2002)
- Miglior soap-opera, Beautiful (2003)
- Miglior soap-opera, Beautiful (2005)

 Soap Opera Digest Awards 
Candidature
- Miglior soap-opera, Beautiful (1989)
- Miglior soap-opera, Beautiful (1992)
- Miglior soap-opera, Beautiful (1993)
- Miglior soap-opera, Beautiful (1994)
- Miglior soap-opera, Beautiful (1995)
- Miglior soap-opera, Beautiful (1998)
- Miglior soap-opera, Beautiful (1999)
- Miglior soap-opera, Beautiful (2000)
- Miglior soap-opera, Beautiful (2001)
- Miglior soap-opera, Beautiful (2003)
- Miglior soap-opera, Beautiful (2005)

 Montecarlo Television Festival 2016 
Candidature
- International Tv Audience Awards-Miglior soap opera, Beautiful (2016)

## Trasmissione nel mondo
Di seguito, tutte le nazioni in cui Beautiful va in onda, compresi canale e titoli. Il simbolo - nella sezione dei titoli indica che in quella nazione la soap conserva il titolo originale The Bold and The Beautiful.
| Nazione             | Canale(i)                        | Titolo                                              |
| ------------------- | -------------------------------- | --------------------------------------------------- |
| Albania             | TV Klan                          | —                                                   |
| Australia           | Network Ten                      | —                                                   |
| Austria             | ATV, ORF                         | Reich und Schön                                     |
| Belgio              | Digital One, RTL-TVI, VT4        | Mooi & Meedogenloos (Fiandre) Top Models (Vallonia) |
| Botswana            | BTV                              | —                                                   |
| Bulgaria            | BNT 1                            | Дързост и красота                                   |
| Canada              | CTV, TVA                         | The Bold and the Beautiful, Top Modèles             |
| Rep. Ceca           | TV Prima                         | Báječní a bohatí                                    |
| Danimarca           | Kanal 4                          | Glamour                                             |
| Egitto              | Dream 1, NT2                     | —                                                   |
| Estonia             | TV3                              | Vaprad ja ilusad                                    |
| Finlandia           | MTV3                             | Kauniit ja rohkeat                                  |
| Francia             | France 2                         | Amour, Gloire et Beauté                             |
| Germania            | Tele 5, RTL, ZDF, WarnerTV Serie | Reich und Schön                                     |
| Grecia              | ERT3                             | Τόλμη και Γοητεία                                   |
| Islanda             | Stöð 2                           | Glæstar vonir                                       |
| India               | Star World                       | —                                                   |
| Israele             | Yes Stars Base, HOT family       | —                                                   |
| Italia              | Rai 2, Canale 5, Rete 4          | Beautiful                                           |
| Giamaica            | TVJ                              | —                                                   |
| Kenya               | KBC                              | —                                                   |
| Lussemburgo         | RTL9                             | Top Models                                          |
| Malaysia            | 8TV, Star World, TV2             | —                                                   |
| Marocco             | 2M TV                            | Top Models                                          |
| Paesi Bassi         | SBS6, RTL 8                      | —                                                   |
| Nuova Zelanda       | Prime, Sky1, TV One, TV2         | —                                                   |
| Norvegia            | TV Norge Tv2 sumo                | Glamour                                             |
| Pakistan            | Filmax                           | —                                                   |
| Filippine           | STAR World                       | —                                                   |
| Polonia             | TVP1, Nowa TV                    | Moda na sukces                                      |
| Portogallo          | RTP1                             | Malha de Intrigas                                   |
| Romania             | Prima TV                         | Dragoste si Putere                                  |
| Serbia              | Fox                              | Одважни и лепи                                      |
| Sri Lanka           | STAR World                       | —                                                   |
| Sudafrica           | SABC1                            | —                                                   |
| Svezia              | TV4 Plus                         | Glamour                                             |
| Svizzera            | RTS Un                           | Top Models                                          |
| Thailandia          | Star World                       | —                                                   |
| Trinidad e Tobago   | CCN TV6                          | —                                                   |
| Tuvalu              | Television Tuvalu                | —                                                   |
| Emirati Arabi Uniti | Dubai One                        | —                                                   |
| Vietnam             | Vietnam 24H, VTV1                | —                                                   |
| Lettonia            | Latvian National Channel 1       | Hameleonu Rotaļas                                   |
| Giappone            | Tv Tokyo                         | The Last Model                                      |
| Nuova Zelanda       | Discovery Channel                | The Last Model                                      |